# Сетевое окружение
Сетево́е окруже́ние — компонент операционной системы Windows, элемент рабочего стола. В графическом виде отображаются компьютеры локальной сети (если сеть присутствует).
В операционной системе Windows Сетевое окружение разделено на группы:
- Microsoft Windows Network
- Web Client Network
- Службы терминалов Microsoft

Компьютеры идентифицируются в зависимости от запущенного сервиса.